# Parafia Najświętszego Serca Pana Jezusa w Foluszu
Parafia Najświętszego Serca Pana Jezusa w Foluszu – polska rzymskokatolicka parafia znajdująca się w diecezji rzeszowskiej w dekanacie Dębowiec.
W 1982 roku, dzięki staraniom ks. Józefa Adamczyka, proboszcza z Cieklina, wybudowano murowany kościół pod wezwaniem Najświętszego Serca Pana Jezusa. Parafia została erygowana 5 kwietnia 1997 roku dekretem ówczesnego biskupa rzeszowskiego, Kazimierza Górnego.
24 sierpnia 1996 roku dekretem bpa Kazimierza Górnego, został utworzony Rektorat Najświętszego Serca Pana Jezusa. Parafia obejmuje zasięgiem miejscowość Folusz. Pierwszym rektorem, a następnie proboszczem został ks. Henryk Maguda.